# Jesús Missael Vázquez
Jesús Misael Vázquez Delgadillo (Puerto Peñasco, Sonora, México, 23 de octubre de 1994) es un futbolista mexicano, juega como delantero y su actual equipo es el Dorados de Sinaloa de la Liga de Expansión MX.

## Estadísticas
Actualizado al último partido jugado el 30 de marzo de 2022.
| Leones Negros · México              | 2ª            | 2011-12       | 1   | 0  | -  | - | - | - | 1   | 0  |
| Leones Negros · México              | 2ª            | 2012-13       | 0   | 0  | -  | - | - | - | 0   | 0  |
| Leones Negros · México              | 2ª            | 2013-14       | 24  | 2  | 9  | 2 | - | - | 33  | 4  |
| Leones Negros · México              | 2ª            | 2014-15       | 14  | 0  | 6  | 1 | - | - | 20  | 1  |
| Leones Negros · México              | 2ª            | 2015-16       | 27  | 2  | 6  | 0 | - | - | 33  | 2  |
| Leones Negros · México              | 2ª            | 2016-17       | 30  | 0  | 5  | 2 | - | - | 35  | 2  |
| Leones Negros · México              | 2ª            | 2017-18       | 31  | 2  | 4  | 2 | - | - | 35  | 4  |
| Leones Negros · México              | 2ª            | 2018-19       | 27  | 1  | 1  | 0 | - | - | 28  | 1  |
| Leones Negros · México              | 2ª            | 2019-20       | 7   | 0  | 2  | 0 | - | - | 9   | 0  |
| Leones Negros · México              | Total club    | Total club    | 161 | 7  | 33 | 7 | 0 | 0 | 194 | 14 |
| Dorados de Sinaloa · México         | 2ª            | 2021          | 2   | 0  | -  | - | - | - | 2   | 0  |
| Dorados de Sinaloa · México         | 2ª            | 2021-22       | 26  | 3  | -  | - | - | - | 26  | 3  |
| Dorados de Sinaloa · México         | Total club    | Total club    | 28  | 3  | 0  | 0 | 0 | 0 | 28  | 3  |
| Total carrera                       | Total carrera | Total carrera | 189 | 10 | 33 | 7 | 0 | 0 | 222 | 17 |
| (1)Incluye datos de la Copa México. |               |               |     |    |    |   |   |   |     |    |